# Granville Leveson-Gower (1. markiz Stafford)
Granville Leveson-Gower, 1. markiz Stafford KG (ur. 4 sierpnia 1721, zm. 26 października 1803 w Trentham Hall) – brytyjski arystokrata i polityk.

## Życiorys
Był synem Johna Levesona-Gowera, 1. hrabiego Gower, i lady Evelyn Pierrepont, córki 1. księcia Kingston-upon-Hull. Wykształcenie odebrał w Westminster School oraz w Christ Church na Uniwersytecie Oksfordzkim.
W 1744 r. został wybrany do Izby Gmin z okręgu Bishop’s Castle. W 1747 r. zmienił okręg na Westminster, a w 1754 r. uzyskał mandat z okręgu Lichfield. Po śmierci starszego brata w 1746 r. otrzymał tytuł grzecznościowy „wicehrabiego Trentham”. Po śmierci ojca w 1754 r. odziedziczył tytuł 2. hrabiego Gower i zasiadł w Izbie Lordów.
Gower związany był z frakcją swojego szwagra, księcia Bedford. Kiedy Bedford zmarł w 1771 r., Gower został nowym liderem grupy. W 1755 r. otrzymał stanowisko Lorda Tajnej Pieczęci. W latach 1757–1760 był koniuszym królewskim. W latach 1763–1765 pełnił funkcję Lorda Szambelana. W 1767 r. został Lordem Przewodniczącym Rady i sprawował to stanowisko do 1784 r., z przerwą w latach 1779–1783. W latach 1784–1794 ponownie był Lordem Tajnej Pieczęci.
Rezygnacja Gowera w 1779 r. była spowodowana jego protestem przeciwko zbyt miękkiej, jego zdaniem, polityce rządu lorda Northa wobec zbuntowanych kolonii amerykańskich. W 1786 r. otrzymał tytuł 1. markiza Stafford. Z czynnego życia publicznego wycofał się w 1794 r. Zmarł w roku 1803.

## Rodzina
23 grudnia 1744 r. poślubił Elizabeth Fazakerley (zm. 19 maja 1746), córkę Nicholasa Fazakerleya. Elizabeth zmarła na ospę. Małżeństwo to było bezdzietne.

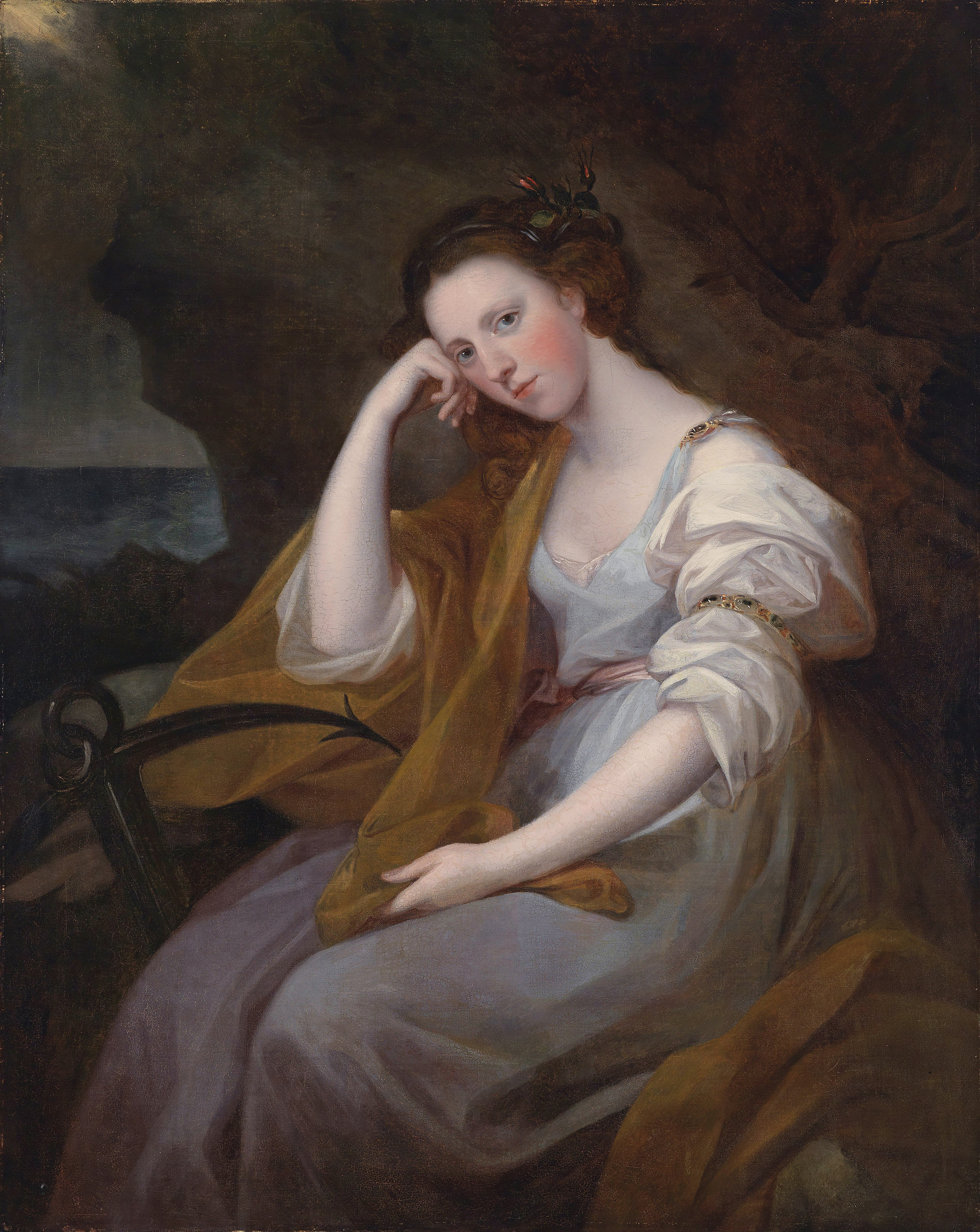
Louisa, lady Macdonald

28 marca 1748 r. poślubił lady Louisę Egerton (30 kwietnia 1723 – 14 marca 1761), córkę Scroopa Egertona, 1. księcia Bridgewater, i lady Rachael Russell, córki 2. księcia Bedford. Granville i Louisa mieli razem syna i trzy córki:
- Louisa Leveson-Gower (zm. 29 lipca 1827), żona sir Archibalda MacDonalda, 1. baroneta
- Anne Leveson-Gower (zm. 16 listopada 1832), żona Edwarda Harcourta
- Margaret Caroline Leveson-Gower (2 listopada 1753 – 27 stycznia 1824), żona Fredericka Howarda, 5. hrabiego Carlisle
- George Leveson-Gower (9 stycznia 1758 – 19 lipca 1833), 1. książę Sutherland

23 maja 1768 r. poślubił lady Susannah Stewart (zm. 15 sierpnia 1805), córkę Alexandra Stewarta, 6. hrabiego Galloway, i lady Catherine Cochrane, córki 4. hrabiego Dundonald. Granville i Susannah mieli razem syna i trzy córki:
- Georgiana Augusta Leveson-Gower (zm. 24 marca 1806), żona Williama Eliota, 2. hrabiego St Germans
- Susan Leveson-Gower (ok. 1771 – 26 maja 1838), żona Dudleya Rydera, 1. hrabiego Harrowby
- Charlotte Sophia Leveson-Gower (11 stycznia 1771 – 12 sierpnia 1854), żona Henry’ego Somerseta, 6. księcia Beaufort
- Granville Leveson-Gower (12 października 1773 – 8 stycznia 1846), 1. hrabia Granville